# Ил Пођо (Модена)
Ил Пођо је насеље у Италији у округу Модена, региону Емилија-Ромања.
Према процени из 2011. у насељу је живело 102 становника. Насеље се налази на надморској висини од 376 м.